# Meliosma squamulata
Meliosma squamulata är en tvåhjärtbladig växtart som beskrevs av Henry Fletcher Hance. Meliosma squamulata ingår i släktet Meliosma och familjen Sabiaceae. Inga underarter finns listade.